# 小黒恵子
小黒 恵子（おぐろ けいこ、1928年8月27日 - 2014年4月1日）は、日本の作詞家。

## 経歴
神奈川県川崎市出身。血液型はO型。
サトウハチローに師事。1973年、「ハダシとハダカ」で日本作詩大賞童謡賞を受賞。1982年、「やあ、こんにちは」で赤い靴児童文化大賞。同年、「飛べ、しま馬」「ライオンの子守唄」で日本童謡賞。1990年、川崎市文化賞受賞。1991年には「小黒恵子童謡記念館」を開館した。2001年、勲四等瑞宝章受章。2014年4月1日午後11時23分、慢性呼吸不全のため、川崎市高津区の病院で死去。85歳没。

## 小黒恵子童謡記念館
1897年築の生家（川崎市高津区諏訪）に1991年に開館した。生前の意向に従い、他の資産とともに川崎市に寄贈され、川崎市による再整備後の2017年4月1日に再開館した。
1階はホール「モンキーパズル」となっており、代表作から名付けられた。2階は資料館で手書きの原稿や書籍、書簡などを展示している。

## 楽曲
みんなのうたや母と子のテレビ絵本、おかあさんといっしょなどへの楽曲提供がある。
- アカシアの笛（作曲：髙木東六）
- あかとんぼ（作曲：中田喜直）
- 秋の王様（作曲：中田一次）
- あきのきかんしゃ（作曲：髙木東六）
- あさがおのうた（作曲：湯山昭）
- 新しいいのちジンジン（作曲：渡辺岳夫）
- アヒルと少女（作曲：中村勝彦、編曲：中村勝彦、歌：小鳩くるみ）
- 淡雪の町（作曲：斎藤高順）
- アンデルセンの旅（作曲：有馬礼子）
- 美しきアクターとアクトレス（作曲：安部幸明）
- うぬぼれ鏡（作曲：平井康三郎）
- うまっこどさんこ（作曲：中田喜直）
- エトはメリーゴーランド（作曲：田中星児、編曲：高島明彦、歌：田中星児、東京放送児童合唱団）
- えんぴつくん（作曲：髙木東六）
- オカリナポポポ（作曲：宇野誠一郎）
- 大きなリンゴの木の下で（作曲：中山竜、編曲：小野崎孝輔、歌：ダ・カーポ）
- おじいちゃんていいな（作曲：中山竜、編曲：あかのたちお、歌：次藤基嗣、東京放送児童合唱団）
- おちばのうみ（作曲：湯山昭）
- おちばのちょうちょ（作曲：宇野誠一郎）
- 踊るピエロ（作曲：田中星児）
- おなべのきかんしゃ（作曲：宇野誠一郎）
- おひさまがいっぱい（作曲：磯部俶）
- 思いっきり夢（作曲：中村勝彦、編曲：中村勝彦、歌：水島裕、かつしかAKキンダーコール）
- おれはバオバブ（作曲：宇野誠一郎）
- かさとブーツがおどってる（作曲：寺島尚彦）
- 風が生れた日（作曲：小森昭宏）
- かぜのハサミ（作曲：寺島尚彦）
- 風をみつけたよ（作曲：田中星児）
- カタツムリムム（作曲：髙木東六）
- 学校放送あんぜん日記テーマ（作曲：髙井達雄、歌：榊原郁恵）
- ガラスの列車（作曲：渡辺浦人）
- かまきりくん（作曲：湯山昭）
- 木の芽峠の蝶（作曲：小森昭宏）
- 草笛のうた（作曲：湯山昭）
  - 美しい朝
  - 風が薫る日
  - 草笛のうた
  - たんぽぽの季節
  - ふるさとは多摩川
- クモのモクちゃん（作曲：田中星児）
- けずりたての鉛筆のように（作曲：髙木東六）
- けむしのきかんしゃ（作曲：湯山昭）
- 五月の風は（作曲：早川史郎、歌：東京放送児童合唱団）
- ゴキブリのタンゴ（作曲：髙木東六）
- こぞうのジャンボー（作曲：渡辺茂）
- 子ブタのくしゃみ（作曲：宇野誠一郎）
- ゴミゴミオバケ（作曲：花岡優平、歌：神崎ゆう子、坂田おさむ）
- こんにちはトントン（作曲：小林亜星）
- ザ・シワクチャーズ.SONG（作曲：髙木東六）
- ザリザリざりがに（作曲：中田喜直）
- シツレイします（作曲：宇野誠一郎）
- シドモア桜（作曲：髙木東六）
- ジャガイモジャガー（作曲：中山竜、編曲：高島明彦、歌：田中星児、東京放送児童合唱団）
- シャポーとお日さま（作曲：寺島尚彦）
- シャボンダマにのって（作曲：寺島尚彦）
- ジャンボジャンボおばけいも（作曲：服部公一）
- ジュテーム（作曲：原信夫）
- 除夜の汽笛（作曲：髙木東六）
- しらないのだあれ（作曲：宇野誠一郎）
- 神父さんのパイプオルガン（作曲：吉川洋一郎、歌：アグネス・チャン、東京放送児童合唱団）
- 神父さんの帽子（作曲：田中星児）
- シンデレラのスープ（作曲：中村勝彦、歌：森みゆき、宮内良）
- すごいな（作曲：髙木東六）
- すずめ（作曲：湯山昭）
- 空をとんだじでんしゃ（作曲：髙木東六）
- それでいいのね（作曲：三木たかし）
- 大名ぎょうれつ（作曲：田中星児、編曲：秋元直也、歌：田中星児）
- たべちゃったやぎさん（作曲：宇野誠一郎）
- 多摩川幻想（作曲：嵐野英彦）
- タンポポとおじいちゃん（作曲：髙木東六）
- ちっちゃなハサミ（作曲：宇野誠一郎）
- チューリップのコップ（作曲：湯山昭）
- 遠いあじさい（作曲：中田一次）
- トカゲの家族（作曲：宇野誠一郎）
- どこにいてもめだつキリン（作曲：大中恩）
- ドッグウッド（作曲：磯部俶）
- 飛べしま馬（作曲：髙木東六）
  - うし蛙の会話
  - 木の王様バオバブ
  - サバンナの砂柱
  - 謝肉のまつり
  - 大平原のキャンバス
  - 大平原の黄昏
- ドラキュラのうた（作曲・編曲・クニ河内、歌：クニ河内、東京放送児童合唱団）
- なかよしマーチ（作曲：宇野誠一郎）
- なきむしひよこ（作曲：中田喜直）
- 泣き虫ポイ（作曲：田中星児）
- にゃあんたいそう（作曲：中村勝彦、歌：神崎ゆう子、坂田おさむ）
- ニャニュニョのてんきよほう（作曲：宇野誠一郎、歌：神崎ゆう子、坂田おさむ）
- ニャンコロこもりうた（作曲：遠藤実、編曲：前田俊明、歌：神崎ゆう子）
- 人魚のメルヘン（作曲：髙木東六）
- ねこのこもりうた（作曲：大中恩）
- ねっこのヤサイ（作曲：中田喜直）
- のっこのっこかめさん（作曲：中田喜直）
- 野原の音楽隊（作曲：宇野誠一郎）
- のはらのパレット（作曲：髙木東六）
- 萩の花ものがたり（作曲：平井康三郎）
- バクのボストンバック（作曲：寺原伸夫）
- 白馬の海（作曲：小林秀雄）
  - 熱海ざくら
  - 淡雪の町
  - 海はともだち
  - 梅の花
  - 白馬の海
- はしろう（作曲：いずみたく）
- ハダシとハダカ（作曲：宇野誠一郎）
- はたらきありのうた（作曲：湯山昭）
- 鳩よ（作曲：髙木東六）
- 花ごろも（作曲：平井康三郎）
- 花帽子（作曲：髙木東六）
- 花まつり（作曲：中田喜直）
- 花ものがたり（作曲：三木稔）
  - 紫陽花
  - アネモネ
  - 無花果の花
  - おだまきの花
  - 寒椿
  - さつまいもの花
  - ダリヤ
  - 白梅
  - 花吹雪
  - 花ものがたり
  - 馬鈴しょの花
  - 白蓮
  - 藤舞い
  - ほうずきの花
- 春いちばん（作曲：早川史郎、歌：大和田りつこ）
- はるのアップリケ（作曲：中田喜直）
- ハルマゲドン（作曲：安部幸明）
- 春もうすぐ春です（作曲：寺島尚彦）
- 馬鈴薯畑で（作曲：安部幸明）
- 羊があるく（作曲：乾裕樹）
- ぴっぷるおさんぽ（作曲：小林亜星）
- ブラックキャットが怒ってくるぞ（作曲：宇野誠一郎）
- ふくらむ春（作曲：有馬礼子）
- フロッグロック（作曲：田中星児）
- ペパーミントゼリー（作曲：髙木東六）
- へんな虫だあれ（作曲：田中星児）
- 鳳仙花（作曲：三木稔）
- ぽかぽかひなたぼっこ（作曲：中田喜直）
- ぼくんちのチャボ（作曲：三枝成彰、歌：ホリイくんと先生）
- ぼくのおじいちゃん（作曲：田中星児）
- ポプコンロック（作曲：宮崎尚志）
- ママ帰ってきて（作曲：宇野誠一郎）
- まるむし（作曲：湯山昭）
- みつばち（作曲：湯山昭）
- みのむし（作曲：湯山昭）
- みなとヨコハマ若いカモメたち（作曲：髙木東六）
  - タイムトラベル横浜
- もうすぐお盆（作曲：中田喜直）
- モンキーパズル（作曲：小六禮次郎、歌：堀江美都子）
- やあこんにちは（作曲：中田喜直）
- やあこんにちは（作曲：髙木東六）
- ヤイユエヨ（作曲：中村勝彦）
- ヤンコの綱引（作曲：髙木東六）
- ゆきのこびと（作曲：湯山昭）
- ユトリロの絵のなかで（作曲：渡辺浦人）
- ゆびのジェット機（作曲：髙木東六）
- ライオンの子守唄（作曲：髙木東六）
  - ジャンボー
  - トムソンガゼルの祈り
  - マサイの少年
  - マリンブルーの空の下で
  - ライオンの子守唄
  - 老獣の詩
- ラッコのこもりうた（作曲：大中恩）
- リスじいさんのくるみわり（作曲：宇野誠一郎）
- リンゴのうさぎ（作曲：渋谷毅）
- リンゴのもりのクリスマス（作曲：寺原伸夫）
- ロバ ちょっとすねた（作曲：中村勝彦、歌：アグネス・チャン）
- ロバちょっとすねた（作曲：中田一次）
- ロバと少年（作曲：岩河三郎）
- 若いカモメたち（作曲：髙木東六）